# Carlo Colaiacovo
Carlo Colaiacovo, född 27 januari 1983 i Toronto, Ontario, är en kanadensisk före detta professionell ishockeyspelare som spelade för Buffalo Sabres, Toronto Maple Leafs, St. Louis Blues, Detroit Red Wings och Philadelphia Flyers i NHL och på lägre nivåer för St. John's Maple Leafs, Toronto Marlies och Grand Rapids Griffins i American Hockey League (AHL) och Erie Otters i Ontario Hockey League (OHL). Han arbetar numera inom kanadensisk radio som programledare, First Up with Landsberg and Colaiacovo, för radiostationen TSN 1050. 
Colaiacovo draftades i första rundan i 2001 års draft av Toronto Maple Leafs som 17:e spelare totalt.
Den 4 juli 2013 valde Red Wings att köpa ut Colaiacovo från sitt kontrakt till en kostnad av $1,900,000, som kommer betalades ut de kommande två åren.
Inför säsongen 2016/2017 värvades han till Adler Mannheim i tyska ligan DEL. 
Colaiacovo har också en tvillingbror, Paulo Colaiacovo, som är en före detta professionell ishockeymålvakt.